# Oshee
Oshee – polskie przedsiębiorstwo z branży spożywczej, specjalizujące się w produkcji produktów funkcjonalnych, takich jak napoje izotoniczne, wody witaminowe, batony energetyczne oraz batony proteinowe.

## Historia
Załozycielem firmy jest Dariusz Gałęzewski, dawny dyrektor handlowy FoodCare. Stworzył Oshee w 2008 r.
Oshee zyskało przewagę nad konkurencyjnymi Powerade Coca-Coli i Gatorade PepsiCo dzięki większej pojemności opakowania i niższej cenie. Firma stała się drugim po Coca-Coli producentem napojów izotonicznych w Polsce.
W 2017 r. spółka przejęła producenta wody mineralnej Kinga Pienińska. Rok później została nawiązana współpraca z funduszem Innova Capital.

## Produkty
Oshee posiada w ofercie 86 różnych produktów. Tworzy napoje izotoniczne, słodkie napoje, shoty witaminowe, batony proteinowe i batony energetyczne.

## Marki
Sonko - producent suchych przekąsek. W ofercie posiadają: wafle ryżowe, pieczywo lekkie, chipsy, płatki owsiane, sucharki, ryż i kasze.
Kinga Pienińska - producent wód mineralnych.
EATYX - producent suplementów diety. W ofercie posiadają pełnowartościowe posiłki w formie batonów lub płynu.

## Ambasadorzy
Firma od lat kooperuje z wieloma znanymi postaciami świata sportu i rozrywki. Wśród partnerstw i licencji znalazły się takie projekty oraz współprace jak:
- Robert Lewandowski - pierwszy ambasador marki OSHEE. Partnerstwo zostało oficjalnie ogłoszone w roku 2008. Wizerunek kapitana piłkarskiej reprezentacji Polski pojawiał się w kampaniach telewizyjnych, w działaniach public relations, na dotychczasowych produktach oraz w akcjach społecznych[8].
- Real Madryt i FC Liverpool – w latach 2013–2015 firma OSHEE nawiązała współpracę sponsorską z czołowymi zagranicznymi klubami piłkarskimi[9].
- Borussia Dortmund– w ramach współpracy w latach 2015–2017 na etykietach napojów izotonicznych OSHEE pojawiały się wizerunki trzech zawodników klubu: Jakuba Błaszczykowskiego, Łukasza Piszczka i Pierre-Emericka Aubameyanga[10].
- Joanna Jędrzejczyk w 2017 roku została ambasadorką marki OSHEE, pełniąc tę rolę do 2020 roku. W ramach współpracy promowała aktywność fizyczną i zdrowy styl życia, uczestnicząc m.in. w kampanii telewizyjnej oraz na zdjęciach wykorzystywanych w mediach społecznościowych i na wybranych produktach firmy[11].
- PZPN – w latach 2018–2022 OSHEE pełniło rolę oficjalnego sponsora piłkarskiej reprezentacji Polski[12].
- Krzysztof Piątek – w okresie 2019-2022 pełnił rolę ambasadora napojów i przekąsek funkcjonalnych marki OSHEE[13].
- CD Projekt Red (Wiedźmin) - na rynek w 2021 roku trafiły trzy nowe smaki napojów energetycznych inspirowanych eliskirami z świata fantasy (Jaskółka - mango i chilli, Kot - jabłko i kiwi, Zamieć -truskawka i limonka), nowy napój witaminowy o smaku bzu i agrestu o fioletowym kolorze inspirowany postacią Yennefer, dwa nowe napoje OSHEE Water o smaku pomarańczy i granatu, przyozdobione postacią Ciri i Eredina[14].
- Iga Świątek - globalna ambasadorka marki od 2023 roku. Wizerunek tenisistki znajduje się na wybranych napojach marki OSHEE. Partnerstwo obejmuje również sztab szkoleniowy Igi, z którym powstała seria napojów OSHEE COCONUT WATER pod szyldem OSHEE x IGA TEAM[15].
- LaLiga - w 2023 roku OSHEE nawiązało współpracę z LaLiga, stając się jej oficjalnym partnerem. Efektem współpracy są m.in. nowe napoje izotoniczne marki sygnowane oficjalnym logo LaLiga oraz wizerunkami piłkarzy ligi[16].
- Michał "Mata" Matczak - w roku 2023 raper otrzymał wolną rękę co do zmian w logotypie marki, co nawiązuje do współprac spotykanych w świecie mody. Dzięki współpracy z artystą została stworzona seria napojów Osh33. Inspiracją receptur Love Potion Rose - Honey oraz Blueberry - Jasmine były perfumy. Ruch miał na celu ukazanie "nowej twarzy" producenta, który kojarzony jest z napojami sportowymi[17].
- CD Projekt Red (Cyberpunk 2077) - podczas drugiej kolaboracji giganta świata gier z Oshee, na rynek w 2023 wprowadzono limitowaną serię napojów sygnowanych marką gry komputerowej. Stworzono dwa nowe napoje serii Vitamin Fuel o smaku truskawka-brzoskwinia i wiśnia-imbir oraz dwa nowe napoje Energy Boost o smaku liczi-jaśmin i guma balonowa[18].
- Daria Zawiałow - w 2024 roku OSHEE nawiązało współpracę ambasadorską. W ramach współpracy powstała kampania reklamowa "Dziewczyna POP pije OSHEE"[19].
- Team O - do współpracy w 2024 roku dołączyło dziewięciu polskich mistrzów i wielokrotnych medalistów imprez sportowych. Pod hasłem TEAM O HYDRATED BY OSHEE kryją się ambasadorzy tacy jak Natalia Kaczmarek, Ewa Swoboda, Urszula Łoś, Bartosz Kurek, Kamil Semeniuk, Andrzej Wrona, Mateusz Bieniek, Marcin Janusz oraz Jakub Kochanowski[20].

## Rynek Światowy
Produkty Oshee obecne są na 55 rynkach światowych i 6 kontynentach.